# NGC 2786
NGC 2786 is een spiraalvormig sterrenstelsel in het sterrenbeeld Kreeft. Het hemelobject werd op 5 april 1864 ontdekt door de Duitse astronoom Albert Marth.

## Synoniemen
- UGC 4861
- MCG 2-24-2
- ZWG 62.8
- ARAK 197
- IRAS09108+1238
- PGC 26008